# Isidro Bango Torviso
Isidro Gonzalo Bango Torviso (Ferrol, La Coruña, 1946) es un historiador del arte español, especializado en el arte románico y prerrománico.
Doctor por la Universidad Autónoma de Madrid (tesis sobre el románico en Pontevedra), es catedrático de arte antiguo y medieval en esa misma universidad.
Ha publicado numerosos libros y artículos.
Ha comisariado varias exposiciones de importancia, como Las Edades del Hombre, de las diócesis de Castilla y León, y Las Edades de un Reino, de la Comunidad Foral de Navarra, así como la importante exposición A su Imagen. Arte, cultura y religión, y proyecta la del noveno centenario de Santo Domingo de la Calzada.